# ويليام ويلفريد سوليفان
ويليام ويلفريد سوليفان هو سياسي كندي، ولد في 6 ديسمبر 1839 في كندا، وتوفي في 30 سبتمبر 1920 في ميمرامكوك في كندا. حزبياً، نشط في حزب المحافظين التقدمي لجزيرة الأمير إدوارد. وقد انتخب رئيس وزراء جزيرة الأمير إدوارد ‏ (25 أبريل 1879 – 13 نوفمبر 1889).